# 朝鮮勞動黨中央委員會書記局
朝鲜劳动党中央委员会书记局（朝鲜语：／*/?）是朝鲜劳动党的党务执行机构，2016年5月至2021年1月期间改称“朝鲜劳动党中央委员会政务局”（／）。

## 历史
2010年9月28日举行的朝鲜劳动党中央委员会2010年9月全体会议选出了新一届朝鲜劳动党中央委员会书记局，此次全会选举金己男、崔泰福、崔龙海、文京德、朴道春、金永日、金养健、金平海、太鍾洙、洪锡亨为朝鲜劳动党中央委员会书记局书记。
2011年6月6日，朝鲜劳动党中央委员会政治局扩大会议召开，决定免去洪锡亨的中央委员会书记局书记职务。
2012年4月11日举行的朝鲜劳动党第四次代表会议，选举金敬姬、郭範基为中央委员会书记局书记。
2014年5月20日，在朝鲜劳动党中央为蒙古人民党代表团举行的欢迎宴会上，朝鲜劳动党中央委员会政治局委员、中央委员会书记姜锡柱致辞。这表明姜锡柱已经出任中央委员会书记局书记。
2016年5月举行的朝鲜劳动党第七次代表大会上，中央委员会书记局改名为“中央委员会政务局”，由朝鲜劳动党委员长和副委员长组成。
2021年1月举行的朝鲜劳动党第八次代表大会上，中央委员会政务局恢复名称为中央委员会书记局。
2021年1月举行的朝鲜劳动党第八届中央委员会第一次会议上，赵勇元、朴泰成、李炳哲、郑尚学、李日焕、金头日、崔相建当选中央书记局书记。

## 下属机构
- 39号室，创汇机关，负责北朝鲜在海外的地下经济活动，如挥制毒贩、伪造货币、伪造香烟秘密出售、甚至出口军火等，使北朝鲜得以突破国际经济制裁，获取发展核武等争议政策之资金。[2]

## 现任成员
總書記
- 金正恩（朝鮮勞動黨中央委员会政治局常委、朝鲜劳动党總書記、朝鮮勞動黨中央軍事委員會委員長、朝鮮國務委員會委員長、朝鮮人民軍最高司令官、朝鮮民主主義人民共和國元帥）

副書記
- 崔龙海（朝鲜劳动党中央委员会政治局常委、朝鮮國務委員會副委員長、国家体育指导委员会委员长、朝鮮職業總同盟副委員長、朝鲜人民军次帥）

委員
- 金己男（朝鲜劳动党中央委员会政治局委员、中央委员会宣传鼓动部部长）
- 崔泰福（朝鲜劳动党中央委员会政治局委员、最高人民会议议长）
- 朴道春（朝鲜劳动党中央委员会政治局委员、朝鲜国務委员会委员、朝鲜人民军大将）
- 金平海（朝鲜劳动党中央委员会政治局候补委员、中央委员会干部部部长）
- 郭范基（朝鲜劳动党中央委员会政治局候补委员、朝鮮勞動黨中央書記局書記、最高人民會議預算委員會委員長）
- 吴寿勇（朝鲜劳动党中央委员会政治局候补委员、中央委员会计划财政部部长、最高人民会议预算委员会委员长）
- 金英哲（朝鮮勞動黨中央委員會副委員長、朝鮮人民軍上將）

## 前任成员
2010年朝鲜劳动党中央委员会2010年9月全体会议举行前，中央委员会书记局组成人员共6名，名单如下：
- 全炳浩（1926年生，负责军事工业，朝鲜劳动党中央委员会政治局委员，朝鲜国防委员会委员，朝鲜劳动党中央委员会军需工业部部长，朝鲜人民军大将）
- 韓成龍（1923年生，负责工业工作，朝鲜劳动党中央委员会政治局委员，朝鲜劳动党中央委员会经济政策检阅部部长）
- 崔泰福（1930年生，负责外交工作，朝鲜劳动党中央委员会政治局候补委员、最高人民会议议长）
- 金国泰（1924年生，负责干部工作，朝鲜劳动党中央委员会干部部长）
- 金仲麟（1924年生，负责工会、青年和妇女团体工作）
- 金己男（1929年生，负责南朝鲜（韩国）事务，祖国和平统一委员会副委员长，朝鲜劳动党中央委员会党史研究所所长）
- 姜錫柱（朝鲜劳动党中央委员会政治局委員）